# Пирагаст
Пирагаст (грч. Πειράγαστος, Πηράγαστος је био вожд Словена на крају VI века.

## Историјски подаци
Главни извор, који помиње словенског војсковођу Пирагаста је "историја" Теофилакта Симоката. Према његовим речима, Пирагаст је 597. године, са својим трупама заузео територију уз реку Дунав. Пирагаст и његови људи су прерушени у шуми, сачекали византијске војнике.
Први Византинци, који су у малим групама наишли на њих су погубљени, али су касније, доласком главних снага успели да разбију Словенске трупе. Словени су постројени уз обалу напали византинтијску војску копљима. Пошто нису могли да издрже напад Словена византинци су почели да одступају од обале. Одступајући успели су да узврате и убију вожда Пирагаста, погодивши га стрелом. Словени, изгубивши њиховог вођу, повлаче се. Византинци су након тога заузели територије уз реку Дунав.
Словенског вођу Пирагаста у својим хроникама помињу и Теофан Исповедник и Анастасије Библиотекар.